# Mont Blanc (Mondberg)
Der Mont Blanc ist mit 3,6 km der höchste Berg der Montes Alpes auf der Vorderseite des Erdmondes. Er ist nach dem irdischen Mont Blanc benannt. Die lunaren Alpen begrenzen auf ihrer südwestlichen Seite das Mare Imbrium.
Der Mont Blanc ist einer der wenigen Mondberge, dessen Name nicht später latinisiert wurde, sondern in der von Johann Hieronymus Schroeter eingeführten Form von der IAU 1935 übernommen worden ist.
Die Schreibweise Mons Blanc ist daher falsch.